# Ludwig Leinhos

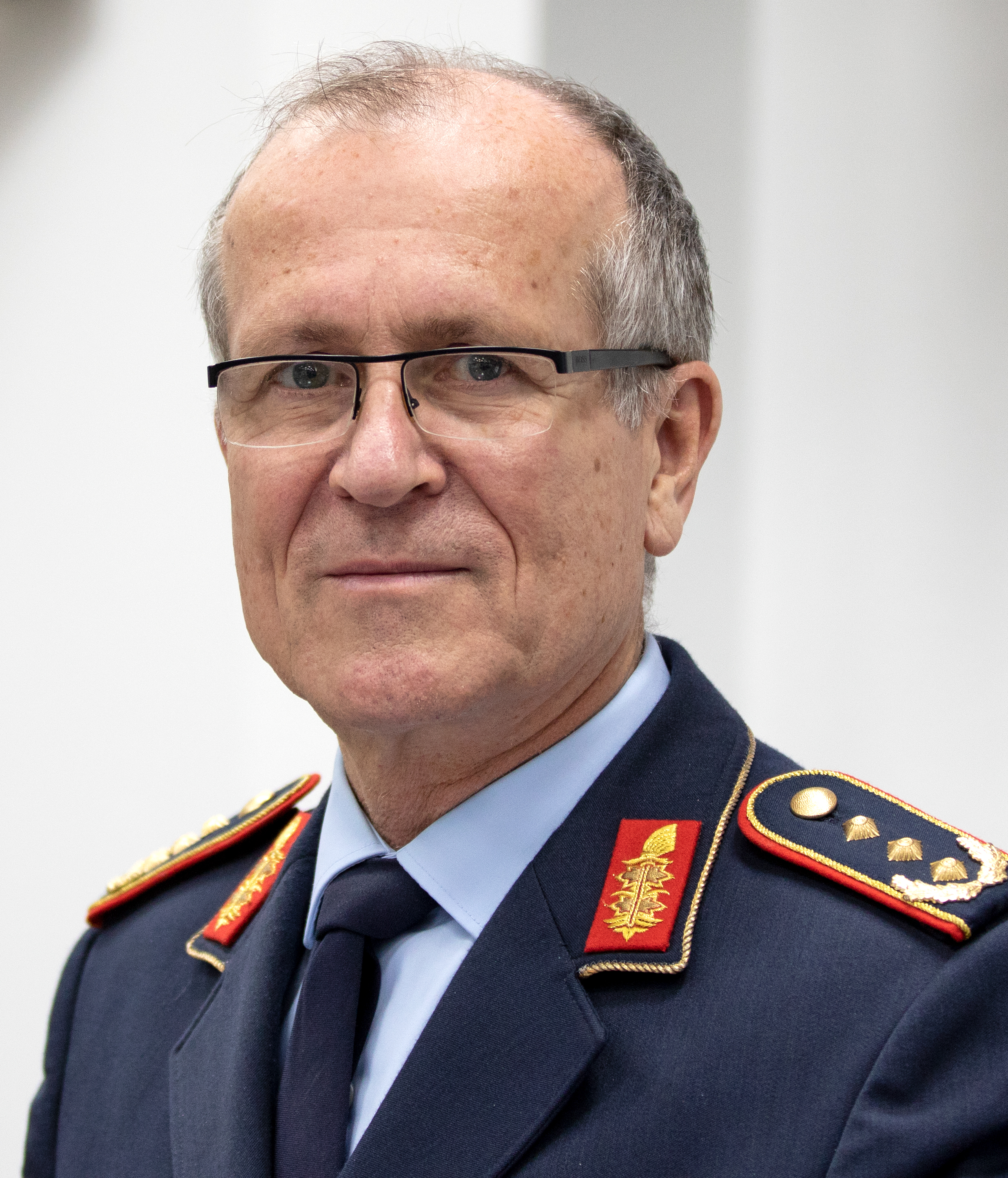
Ludwig Leinhos (2018)

 Ludwig Rüdiger Leinhos (* 8. Juni 1956 in Aalen) ist ein deutscher Generalleutnant a. D. der Luftwaffe. In seiner letzten Verwendung war er vom 1. April 2017 bis zum 25. September 2020 der erste Inspekteur Cyber- und Informationsraum der Bundeswehr in Bonn.

## Militärische Laufbahn

### Ausbildung und erste Verwendungen
Ludwig Leinhos trat 1975 in die Bundeswehr ein. Nach seiner Grundausbildung im Luftwaffenausbildungsregiment 3 in Roth und dem Offizierlehrgang an der Offizierschule der Luftwaffe in Neubiberg, absolvierte er von 1976 bis 1979 ein Studium der Elektrotechnik an der Hochschule der Bundeswehr in Neubiberg, das er als Diplom-Ingenieur abschloss. Es folgten Verwendungen im Bereich der Nachrichtengewinnung und Aufklärung/Elektronischen Kampfführung. Von 1988 bis 1990 nahm Leinhos am Generalstabslehrgang an der Führungsakademie der Bundeswehr in Hamburg teil.

### Dienst als Stabsoffizier
Von 1990 bis 1992 diente Leinhos im Amt für Studien und Übungen der Bundeswehr in Ottobrunn. Von 1992 bis 1995 schloss sich eine Verwendung als Referent im Führungsstab der Luftwaffe im Bundesministerium der Verteidigung (BMVg) in Bonn an. Von 1995 bis 1997 war er an gleicher Stelle als Stabsoffizier beim Chef des Stabes tätig. In der nächsten Funktion war er von 1997 bis 2001 Stabsoffizier beim General Manager der NAPMA in Brunssum. Dem schloss sich bis 2001 eine Verwendung als stellvertretender Kommandeur des Fernmeldebereichs 70 an. Von 2001 bis 2004 war Leinhos als Kommandeur dieser Einheit bzw. der Nachfolgeeinheit Fernmeldebereich 92 eingesetzt. Anschließend war er bis 2005 im Bundesamt für Informationsmanagement und Informationstechnik der Bundeswehr in Koblenz tätig. Von 2005 bis 2009 war er Referatsleiter im BMVg, bis 2006 im IT-Stab, anschließend in der Abteilung Modernisierung. Während der Zeit im IT-Stab war er gleichzeitig stellvertretender IT-Direktor.

### Dienst als General
Von 2009 bis 2013 war Leinhos wieder bei der NAPMA in Brunssum, jetzt als General Manager. Von März 2013 bis Februar 2016 war er als Director NATO Headquarters C3 Staff im Internationalen Militärstab in Brüssel eingesetzt. Ab März 2016 versah er seinen Dienst im Kommando Streitkräftebasis in Bonn. Ab 26. April 2016 war er Leiter des Aufbaustabes CIR, der die Empfehlungen zum Aufbau der Abteilung Cyber/IT im Ministerium und des Organisationsbereichs CIR umsetzen sollte. Am 1. April 2017 übernahm er den neu geschaffenen Posten des Inspekteurs Cyber- und Informationsraum, den er bis zum 25. September 2020 innehatte. Sein Nachfolger wurde Vizeadmiral Thomas Daum. Zum 30. September 2020 trat Leinhos in den Ruhestand.

## Mitgliedschaften
Leinhos war als Director NATO Headquarters C3 Staff Mitglied im Advisory Council des Network Centric Operations Industry Consortium (NCOIC).

## Privates
Leinhos ist verheiratet und hat zwei Söhne.

## Publikationen
- Neue Bedrohungen aus dem Cyber- und Informationsraum. Die Bundeswehr stellt sich modern und schlagkräftig auf. In: Clausewitz-Gesellschaft (Hrsg.): Jahrbuch 2016. Band 12, Hamburg 2017, ISBN 978-3-9816962-2-6, S. 128–143.